# Peperomia marcoana
Peperomia marcoana är en pepparväxtart som beskrevs av C. Dc.. Peperomia marcoana ingår i släktet peperomior, och familjen pepparväxter. Inga underarter finns listade i Catalogue of Life.